# Bruchus maestus
Bruchus maestus is een keversoort uit de familie bladkevers (Chrysomelidae). De wetenschappelijke naam van de soort werd in 1899 gepubliceerd door Arthur Mills Lea.